# Carbón activado (toxicología)
El carbón activado es un derivado procesado del carbón vegetal. Es un adsorbente no específico, utilizado para generar una gran superficie de contacto, para prevenir y tratar las intoxicaciones  y  envenenamientos  por ingestión o inhalación.
Es frecuentemente utilizado en medicina de emergencia, para secuestrar las sustancias tóxicas ingeridas, de manera accidental o voluntaria, y así detener su absorción digestiva.

## Evaluación riesgo - beneficio
El papel beneficioso del carbón activado se ha determinado integrando los datos farmacológicos, los ensayos voluntarios controlados y los estudios en pacientes heterogéneos con sobredosis.
El carbón activado debe considerarse para un paciente intoxicado o con sobredosis luego de una evaluación del riesgo/beneficio de la presunta sustancia ingerida y los factores y circunstancias específicos del paciente. Los beneficios incluyen la prevención de la absorción o la recirculación enterohepática de un xenobiótico potencialmente tóxico; los riesgos incluyen vómitos y posterior neumonía por aspiración.

## Descripción y características
El carbón activado se obtiene a partir de materia vegetal mediante procesos adecuados de carbonización destinados a conferir un alto poder de adsorción. Es un polvo negro, fino, inodoro e insípido. Es liviano y libre de arenilla. Prácticamente insoluble en todos los disolventes habituales. Adsorbe no menos del 40% de su propio peso de fenazona, calculado con referencia a la sustancia seca.
El término activado se refiere a una oxidación cuidadosamente controlada de los átomos de carbono en la materia prima que expande en gran medida el área superficial interna del material. Adsorción no es otra cosa que un proceso por el cual átomos, iones o moléculas de gases, líquidos o sólidos disueltos son atrapados o retenidos en una superficie, en contraposición a la absorción, que es un fenómeno de volumen. Es decir, la adsorción es un proceso en el cual, por ejemplo, un contaminante soluble (adsorbato) es eliminado del agua mediante el contacto con una superficie sólida (adsorbente). El proceso inverso a la adsorción se conoce como desorción.

## Historia
El carbón activado ha sido reconocido por más de dos siglos como un adsorbente efectivo de muchas sustancias. El químico sueco Carl Wilhelm Scheele llevó a cabo el primer uso de carbón para absorber gases en 1773; luego el apotecario alemán Johann Tobias Lowitz usó el carbón con líquidos coloreados en 1791. 
En 1830, el farmacéutico francés Pierre-Fleurus Touery demostró sus poderosas cualidades adsorbentes cuando ingirió varias dosis letales de estricnina mezclada con el carbón activado frente a sus colegas, sin sufrir efectos negativos. Un médico estadounidense, Holt, utilizó el carbón activado por primera vez para salvar a un paciente del envenenamiento por bicloruro de mercurio en 1834. Sin embargo, no fue sino hasta la década de 1940 que A. Harrestrup Andersen, de la Universidad de Copenague, comenzó a investigar sistemáticamente la adsorción del carbón activado demostrando que es un excelente adsorbente gastrointestinal de amplio espectro.

## Preparación química
El carbón activado se produce en un proceso de dos pasos. Se comienza con la pirólisis de varios materiales carbonosos, como la madera, el coco, el petróleo o la turba. Este proceso es seguido por un tratamiento a altas temperaturas (600 °C - 900 °C) con una variedad de agentes oxidantes (activadores) como vapor, dióxido de carbono o ácidos para aumentar la capacidad de adsorción mediante la formación de un laberinto interno de poros. Las áreas de superficie típicas oscilan entre 800 y 1200 m²/g.

## Indicaciones
Indicadas en intoxicación por: 
- Preparados de liberación sostenida o retardada
- Carbamazepina
- Dapsona
- Digoxina
- Paraquat
- Fenobarbital
- Quinina
- Amanita phalloides

El carbón activado no funciona para intoxicaciones por:
- Cianuro
- Agentes corrosivos
- Hierro
- Litio
- Alcoholes
- Malatión.[10]
- Sales de potasio
- Etanol
- Metanol
- Etilenglicol
- Fluoruros
- Disolventes orgánicos
- Mercurio y sus sales
- Plomo y sus sales[11]

## Mecanismo de acción
Se cree que la adsorción real de un xenobiótico por el carbón activado depende de las fuerzas de enlace de hidrógeno, de ion-ion, de dipolo y de van der Waals, lo que sugiere que la mayoría de los xenobióticos son mejor adsorbidos por el carbón activado en su forma disuelta no ionizada.

## Farmacocinética
El carbón activado es farmacológicamente inerte y no se absorbe. Su tiempo de tránsito en el tracto gastrointestinal está influenciado por el tipo y la cantidad del xenobiótico ingerido, por el estado de ayuno e hidratación, por las propiedades xenobióticas de los receptores opiáceos y muscarínicos, por la perfusión y por el uso de catárticos asociados o evacuados, entre otros factores.

## Farmacodinamia
La velocidad de  de unión de la sustancia al carbón activado depende del área de la superficie externa; y la capacidad de adsorción depende del área interna de la superficie más grande. La capacidad de adsorción puede modificarse alterando el tamaño de los poros. Los productos de carbón activado actualmente en el mercado tienen tamaños de poro que van de 10 a 1000 angstroms (Å), con la mayor parte del área interna de la superficie creada por los poros de 10 a 20 Å de tamaño. La mayoría de los xenobióticos son de peso molecular moderado (100-800 Da) y se adsorben bien a los poros en el rango de 10 a 20 Å. Los carbones mesoporosos con un tamaño de poro de 20 a 200 Å tienen una mayor capacidad para adsorber xenobióticos más grandes, así como aquellos en sus formas hidratadas más grandes.
Cuando el área de superficie de carbón activado es grande, la capacidad de adsorción aumenta, pero la afinidad disminuye porque las fuerzas de van der Waals y las fuerzas hidrofóbicas disminuyen. Según la ecuación de Henderson-Hasselbalch, las bases débiles se adsorben mejor en pH básico, y los ácidos débiles se adsorben mejor a pH ácidos. Por ejemplo, la cocaína, una base débil, se une al carbón activado con una capacidad de adsorción máxima de 273 mg de cocaína por gramo de carbón activado a un pH de 7.0 (neutro); esta capacidad se reduce a 212 mg de cocaína por gramo de carbón activado a un pH de 1.2 (acidez del estómago).

## Combinación con catárticos
Los catárticos (purgantes) a menudo se usan con carbón activado; sin embargo, la evidencia sugiere que el carbón activado solo es igual de efectivo que si se combina con un catártico (sorbitol o citrato de magnesio). Si se utiliza un catártico, debe usarse solo una vez. Las dosis repetidas de catárticos que contienen magnesio se asocian con hipermagnesemia, y las dosis repetidas de cualquier catártico se asocian con deshidratación, hipotensión y trastornos graves o fatales de líquidos y electrolitos. El carbón activado con sorbitol no se recomienda para niños menores de un año de edad.

## Carbón activado con multidosis
El uso de carbón activado con dosis múltiples se emplea para evitar la absorción de sustancias sintéticas, que se absorben lentamente en el tracto gastrointestinal y para mejorar la eliminación de los xenobióticos que ya se han absorbido. Las dosis múltiples disminuyen la absorción de xenobióticos cuando se ingieren en grandes cantidades y la disolución se retrasa cuando las formulaciones xenobióticas exhiben una fase de liberación retardada o prolongada, cuando la motilidad gastrointestinal se ve afectada, o cuando se puede prevenir la reabsorción.

## Efectos adversos y temas de seguridad
Las contraindicaciones para el uso del carbón activado incluyen perforación gastrointestinal y existe la necesidad de visualización endoscópica (cuando hubo ingestión de algún agente cáustico, por ejemplo). Para prevenir la neumonitis por aspiración debido a la administración oral de carbón activado, debe realizarse una evaluación de la vía aérea.
Aunque el uso de carbón activado es relativamente seguro, puede ocurrir vómito después de una administración rápida; puede también haber estreñimiento y diarrea frecuentemente después de la administración de carbón activado. Sin embargo, con frecuencia se observan heces negras, que son negativas para sangre oculta,  lenguas negras y membranas mucosas oscuras.

## Uso en embarazo y lactancia
Embarazo
La categoría de embarazo para el carbón activado no está determinada. El beneficio de prevenir la absorción con carbón activado debería ser mayor que el riesgo de administrarlo a la paciente embarazada. El carbón activado puede predisponer a las pacientes embarazadas a una tasa potencialmente mayor de vómitos, aunque esto es especulativo. El carbón activado se ha administrado de forma segura a pacientes embarazadas como parte del tratamiento de envenenamiento. Los estudios en animales no han demostrado ningún riesgo teratogénico.
Lactancia
La falta de absorción del carbón activado no predispondrá a la excreción de leche materna, aunque no se ha establecido la seguridad definitiva en la lactancia.

## Factor tiempo
La afirmación general en la literatura es que la administración de una dosis única de carbón activado debe ser considerada cuando un paciente ha ingerido una cantidad potencialmente tóxica de un xenobiótico que se sabe se adsorbe al carbón activado en los sesenta minutos previos. Esta posición se eligió principalmente con base en reportes de casos y estudios en voluntarios que utilizaron dosis no tóxicas de xenobióticos porque se creía que no había datos suficientes para respaldar o excluir el uso de una dosis única de carbón activado más de una hora después de la ingestión. Sin embargo, se ha evaluado en varios estudios la eficacia del carbón activado administrado más de una hora después de la ingestión de xenobióticos. Por ejemplo, a pesar de un retraso en el empleo de carbón activado de 1/2 hora a 6 horas después de una sobredosis de quetiapina, se demostró un beneficio significativo para una dosis única de carbón activado. Por lo tanto, debe quedar claro que el uso de un marco de tiempo de una hora debe servir como una guía en lugar de un concepto absoluto.